# Teleogramma thiospila
Teleogramma thiospila är en fjärilsart som beskrevs av Turner 1903. Teleogramma thiospila ingår i släktet Teleogramma och familjen spinnmalar. Inga underarter finns listade i Catalogue of Life.